# Chiesa di San Michele (Amburgo)
La chiesa di San Michele, in tedesco Hauptkirche Sankt Michaelis, comunemente chiamata Michel, è una delle cinque chiese luterane principali (Arcichiese, Hauptkirchen) di Amburgo, in Germania.
San Michele è un punto di riferimento della città, ed è considerata una delle più belle chiese barocche anseatiche protestanti. L'edificio infatti venne costruito direttamente dai protestanti, quindi concepita architettonicamente secondo i loro pensieri. 
È dedicata a san Michele Arcangelo, di cui mostra una grande statua di bronzo nell'atto di schiacciare il diavolo, sopra il portale della chiesa.
Presenta un'alta guglia barocca che con i suoi 132 metri è il nono campanile più alto d'Europa. Completamente ricoperto di lastre di rame caratterizza fortemente il panorama cittadino, inoltre è da sempre stata un segno di approdo per le navi che navigano lungo il fiume Elba.
È raffigurata sulla moneta commemorativa del 2008, parte della serie dei Länder tedeschi, come simbolo della città-stato di Amburgo.

## Storia

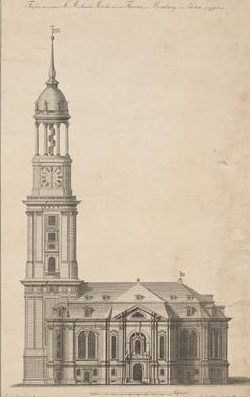
Progetto del 1780.

L'attuale chiesa è il terzo edificio eretto in questo sito. Il primo venne costruito tra il 1647 e il 1669 come la chiesa della "Città nuova" (Neustadt), a sua volta fondata nel 1625 all'interno delle nuove mura della città. Nel 1687, Michel divenne la quinta arcichiesa, o chiesa capitolare (Hauptkirche) di Amburgo, e parrocchiale della Neustadt. La chiesa venne replicata e costruita in 9 diverse città del mondo, ma tuttavia questo edificio venne distrutto da un fulmine il 10 marzo 1750.
Nel 1786 venne intrapresa una nuova costruzione, la chiesa odierna, su progetto di Johann Leonhard Prey e Ernst Georg Sonnin. Tuttavia anche questo edificio subì gravi danni e relativi rifacimenti: durante l'incendio del 1906 e dopo i bombardamenti del 1944-45.
Il compositore e pianista Johannes Brahms fu battezzato il 26 maggio 1833 in questa chiesa e confermato, all'età di quindici anni, dal pastore von Ahlsen che ne aveva già sposato i genitori.

## Architettura
La chiesa di San Michele è la più grande chiesa di Amburgo. Presenta una pianta centrale inscritta in una croce latina con 44 m di larghezza, 52 m di lunghezza e 27 m di altezza, capace di 2.500 posti a sedere. Il suo campanile di 132 metri di altezza, caratterizza il panorama urbano della città ed è il nono più alto d'Europa. L'orologio nella torre della chiesa è il più grande del suo genere in Germania.
L'interno, maestoso, presenta una decorazione barocca a stucchi bianchi e dorature; ed è circondato da grandiose tribune lignee che sostengono file di panche disposte a gradinate. 
La chiesa conserva cinque organi, tra cui un organo Marcussen e un grande organo Steinmeyer, con 85 registri, 5 manuali e 6674 tubi.
A sinistra dell'abside è il grandioso pulpito marmoreo di stile barocco opera dello scultore Otto Lessing da Dresda del 1910. È coronato dall'Angelo dell'Annunciazione.
L'altare maggiore, alto 20 metri, venne costruito in marmo di stile barocco nel 1910. Presenta tre sezioni che illustrano Scene della Vita di Gesù: in basso è il rilievo con L'Ultima Cena, al centro la Resurrezione e, al di sopra, un grande crocifisso. In cima all'altare vi è una corona che prende la forma di una colomba come simbolo dello Spirito Santo.
Il fonte battesimale, a forma di conchiglia sostenuta da tre angeli, venne realizzato in marmo a Livorno nel 1763 e donato alla città dai mercanti Amburghesi che risiedevano nella città toscana.

## Galleria d'immagini

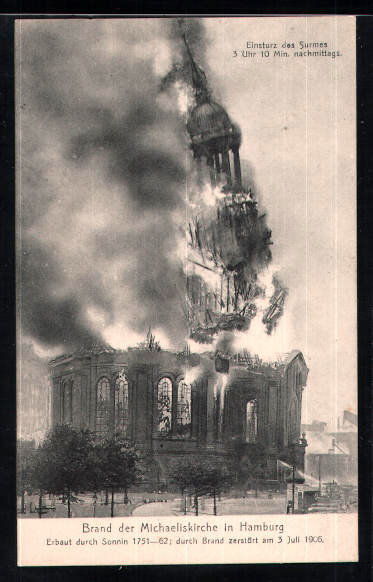
L'incendio del 1906.
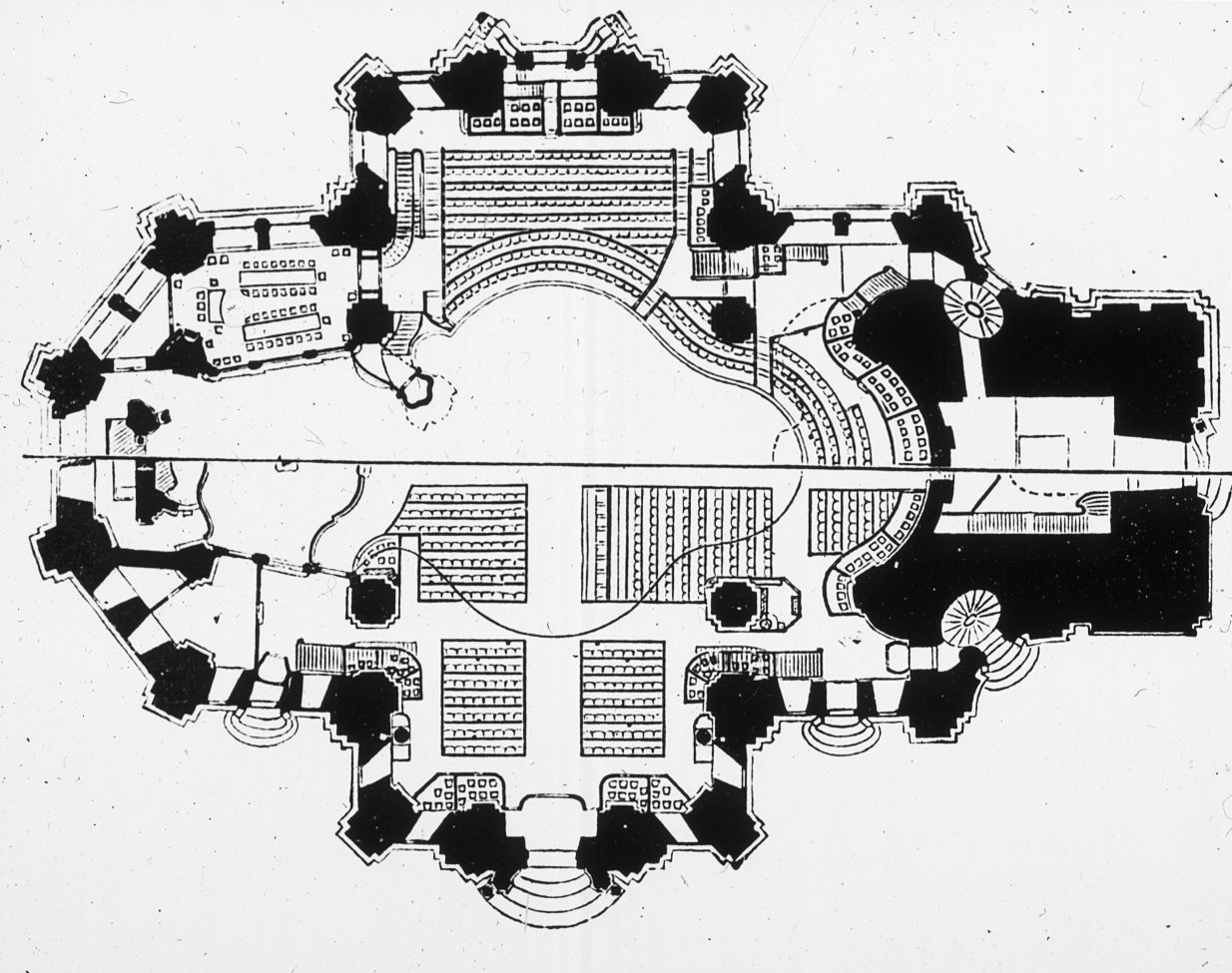
Pianta della chiesa.
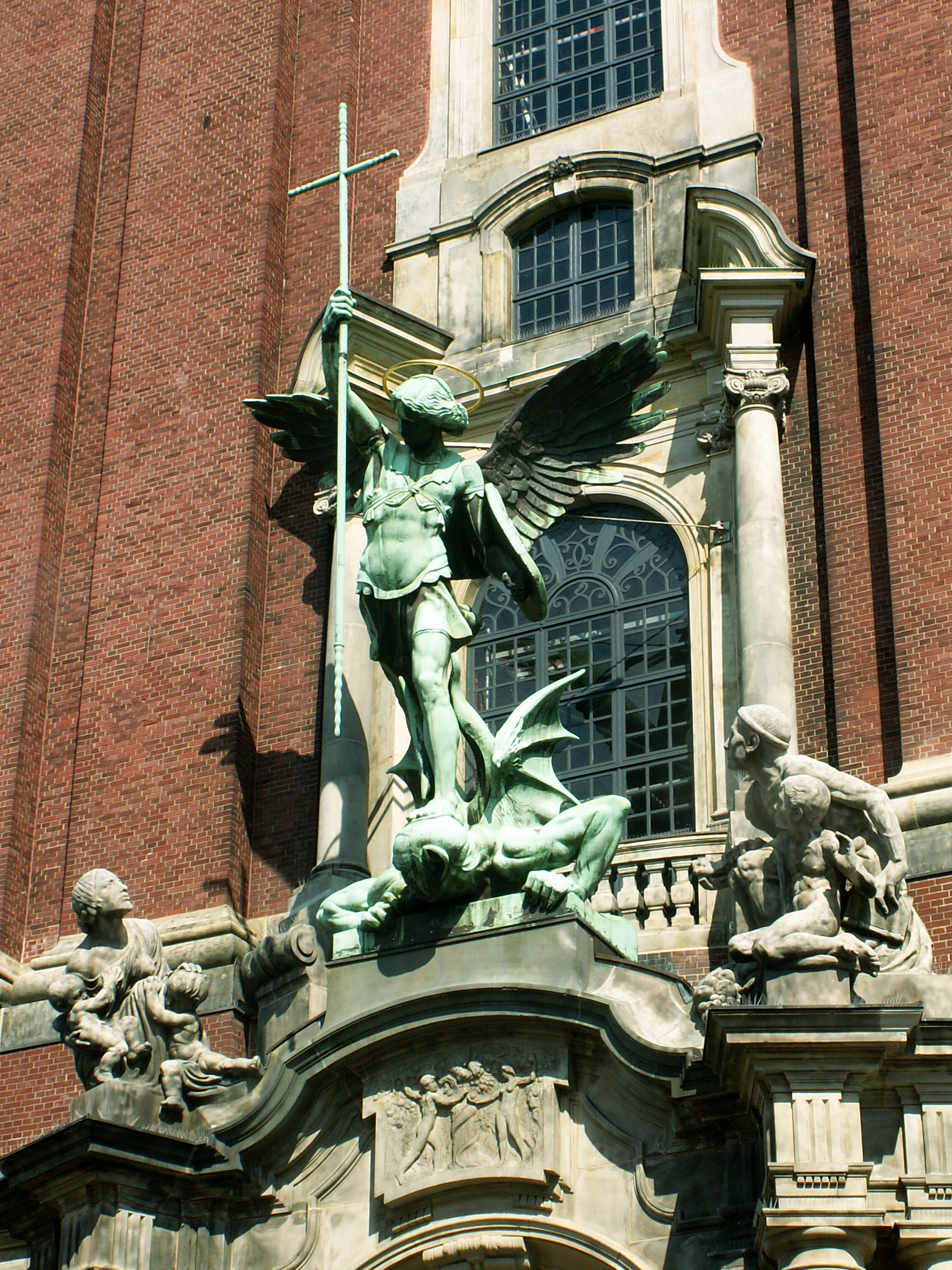
San Michele arcangelo.
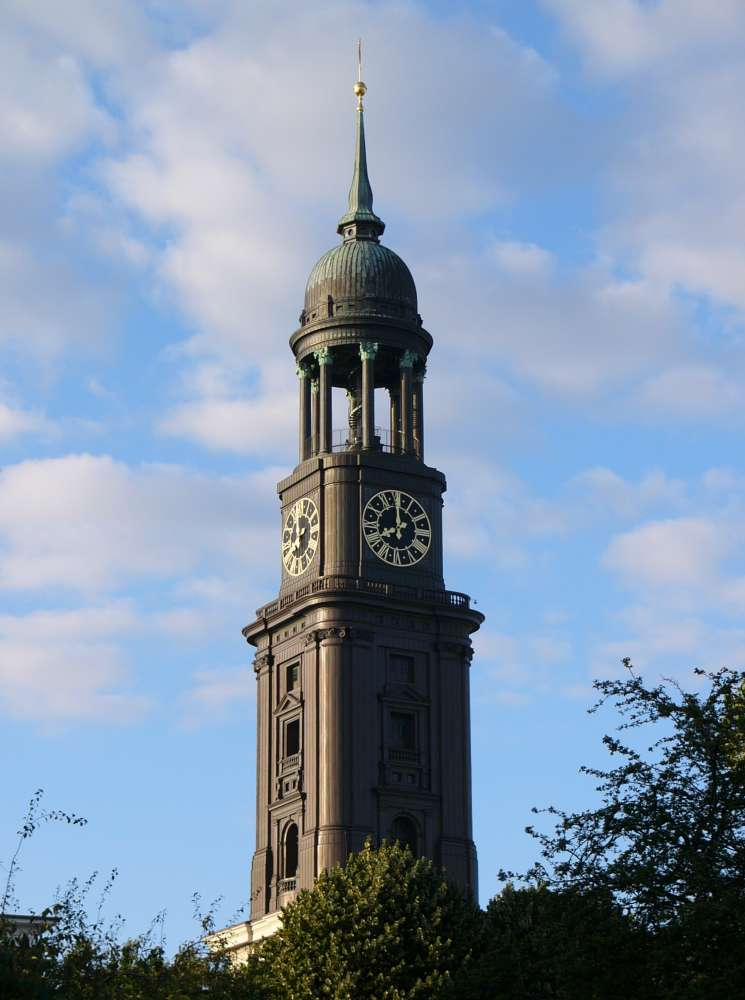
La torre.
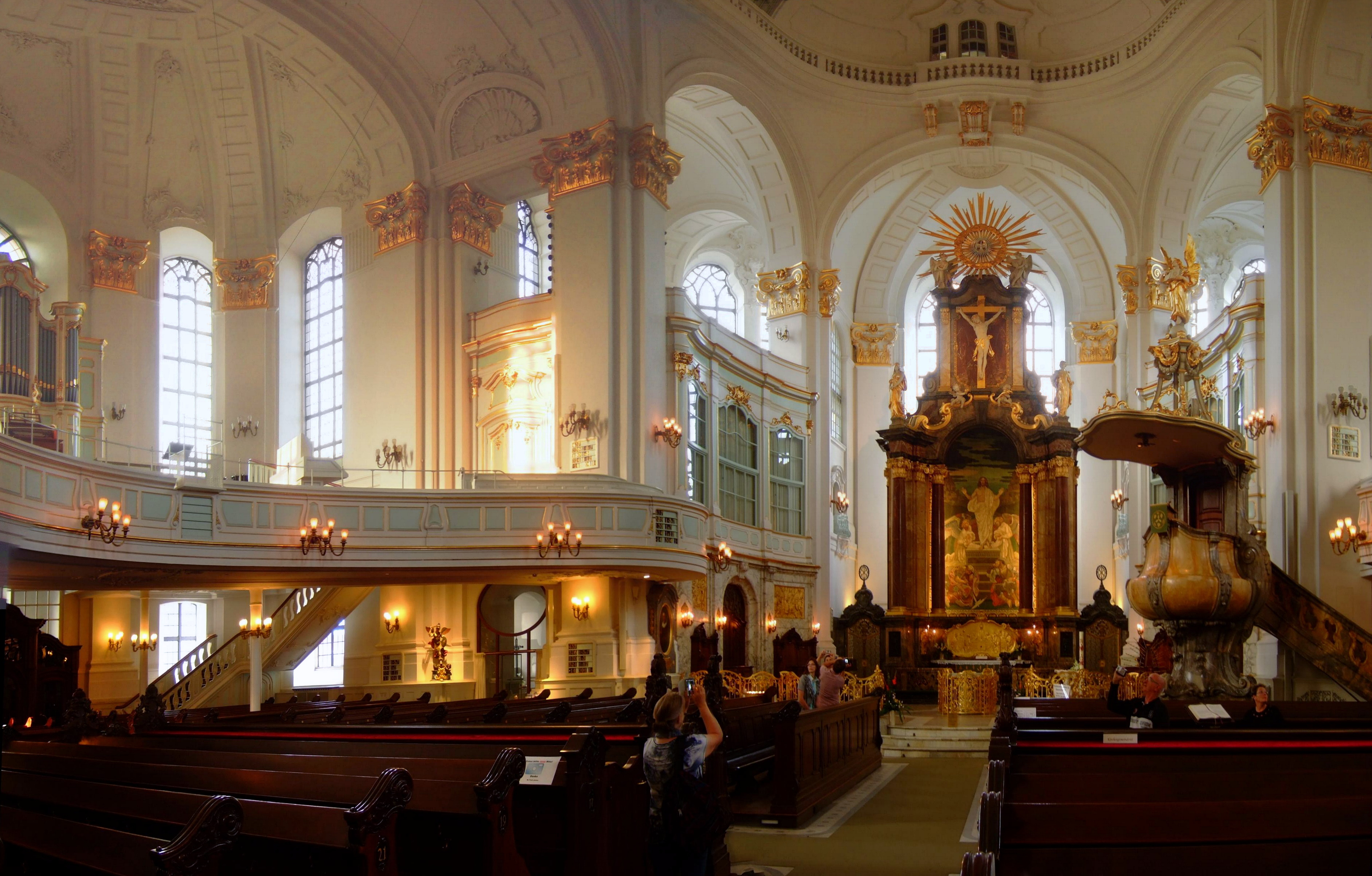
L'interno barocco.
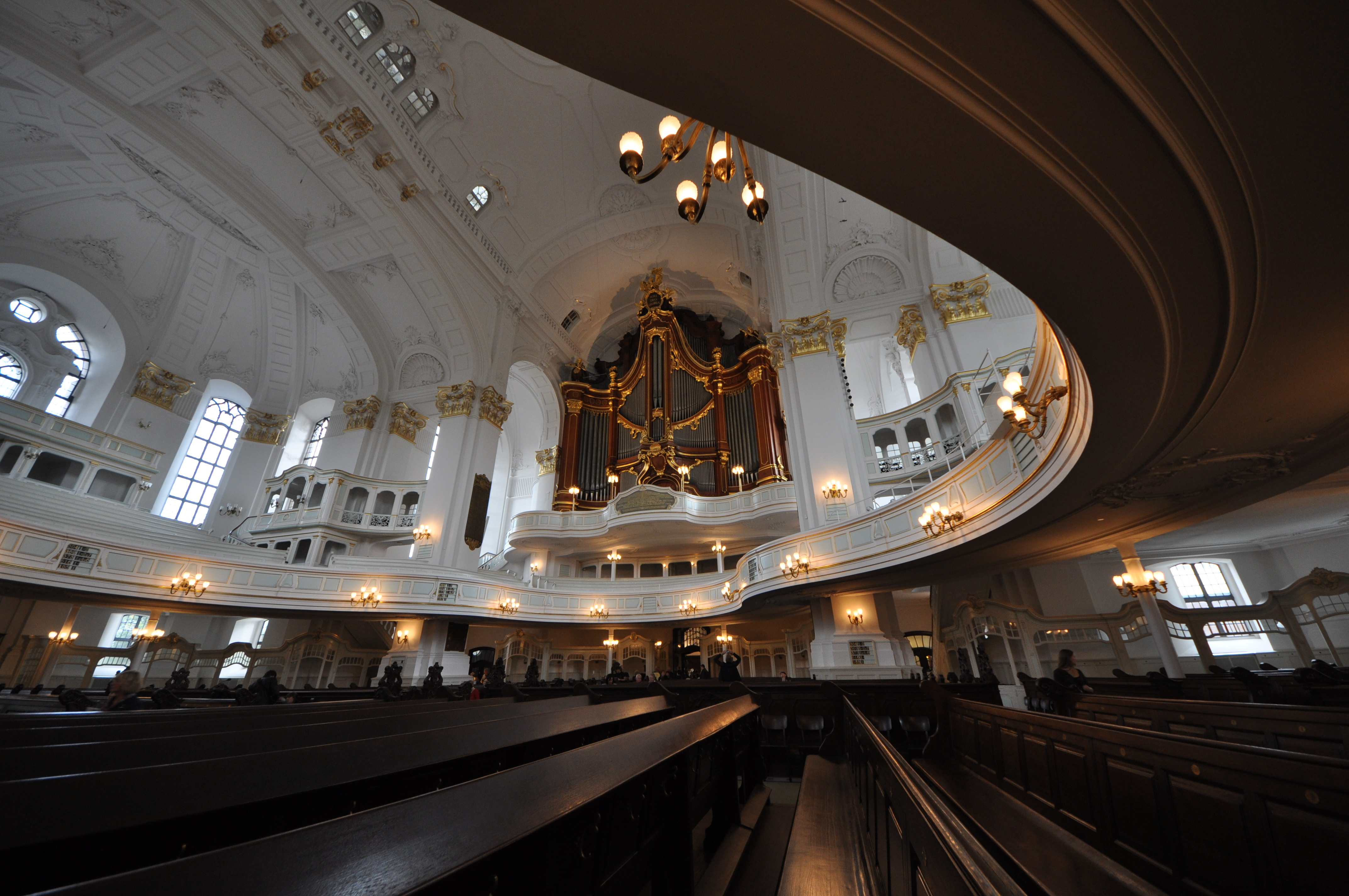
Veduta dell'interno.
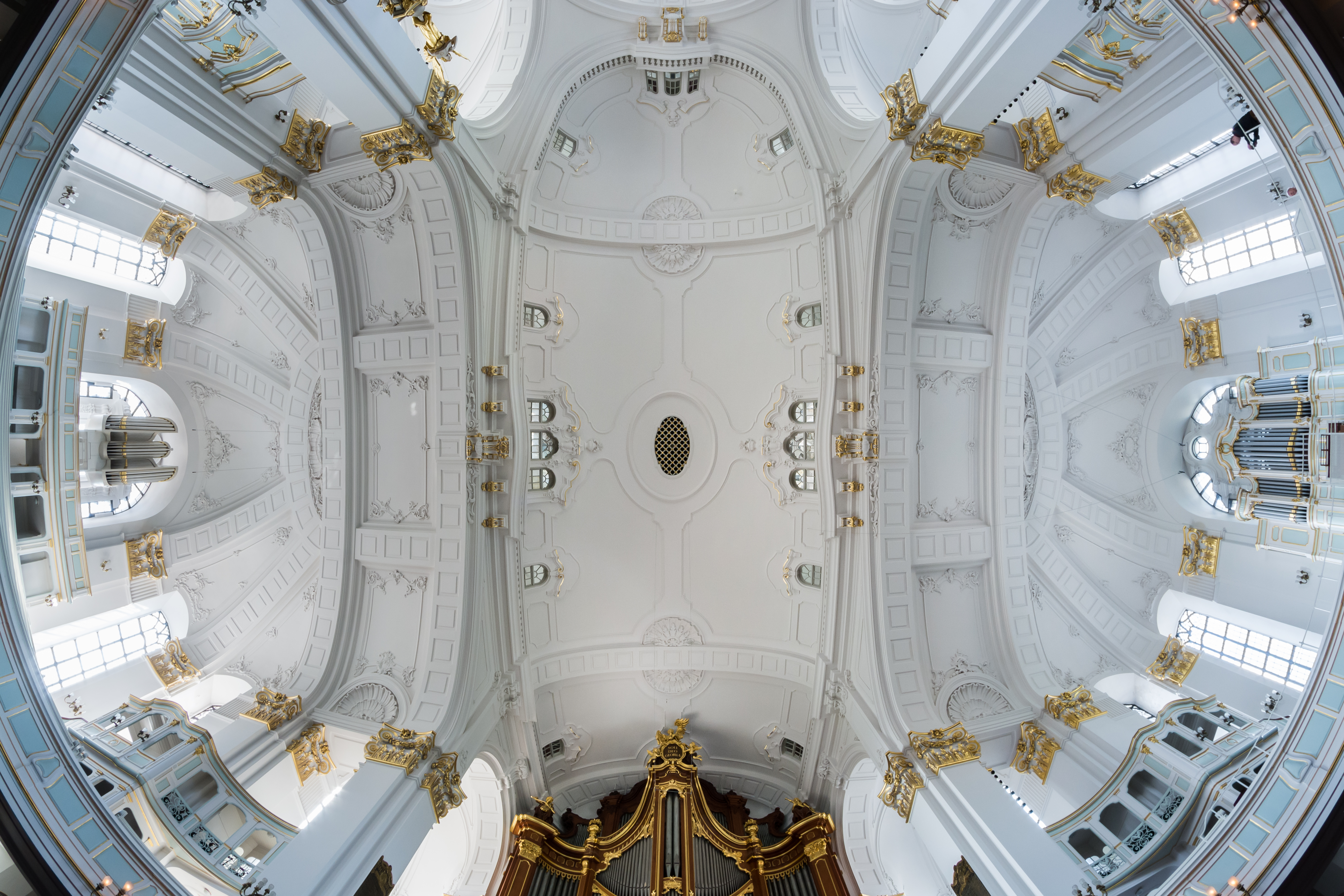
La volta.
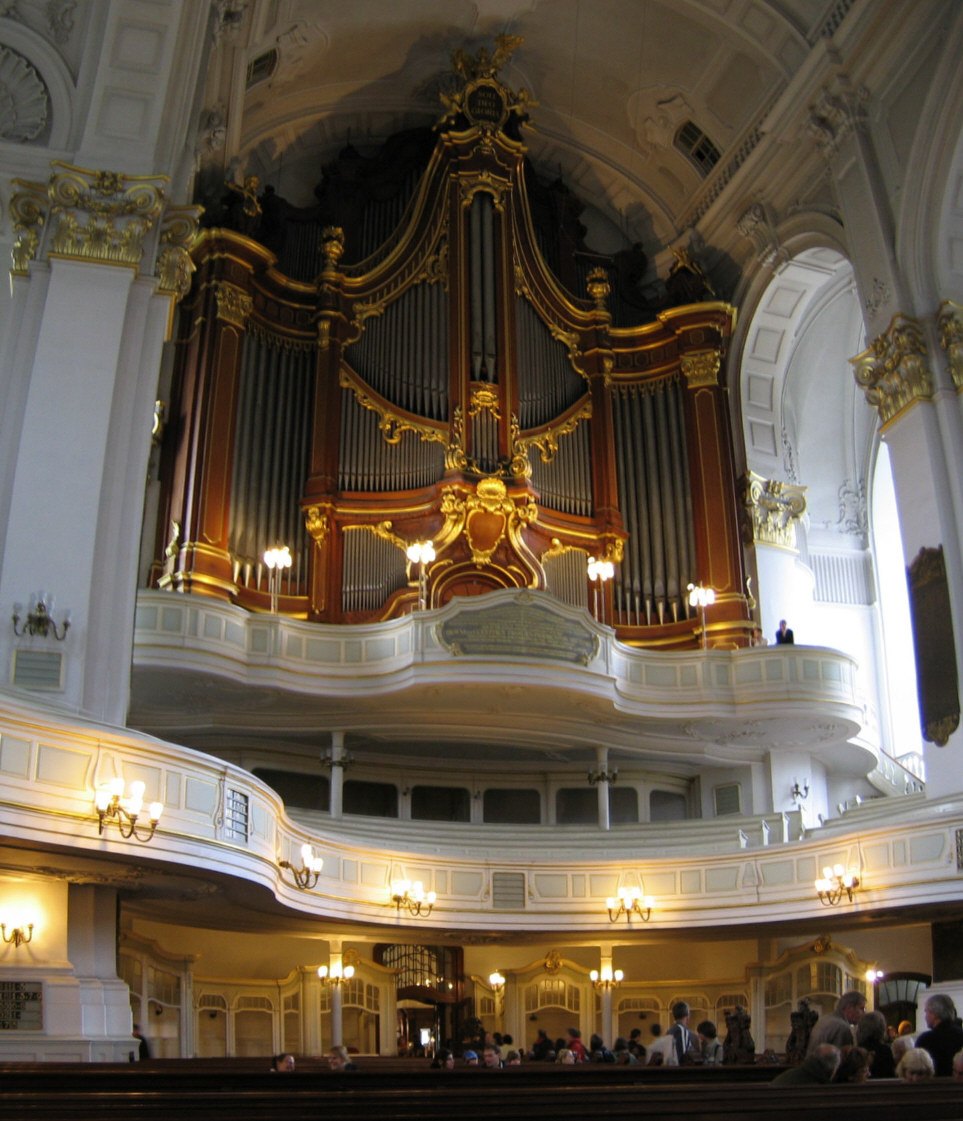
Il Grand'organo.
Moneta commemorativa per la città-stato di Amburgo